# Xylopia lamarckii
Xylopia lamarckii este o specie de plante angiosperme din genul Xylopia, familia Annonaceae, descrisă de Henri Ernest Baillon. A fost clasificată de IUCN ca specie pe cale de dispariție (stare critică). Conform Catalogue of Life specia Xylopia lamarckii nu are subspecii cunoscute.